# Cyphostigma pulchellum
Cyphostigma pulchellum – gatunek bylin z rodziny imbirowatych (Zingiberaceae) reprezentujący monotypowy rodzaj Cyphostigma. Gatunek występuje w lasach na Sri Lance.

## Morfologia
PokrójRośliny zielne, kłączowe z krótkimi łodygami z kilkoma odziomkowymi liśćmi.
KwiatyZebrane w luźne, rozgałęzione kwiatostany wyrastające z kłącza. Kwiatostany rozwijają się pod ziemią i ponad jej powierzchnię wyrastają tylko wierzchołki kwiatów. Przysadki rurkowate, wspierają pojedyncze, różowe kwiaty. Kielich rurkowaty, z trzema ząbkami na szczycie, rozcięty z jednej strony. Korona schowana w kielichu. Warżka powstająca z prątniczków kulista, podobnej długości jak korona. Pręcik okazały. Słupek z trójkomorową zalążnią.
OwocTorebka kulista.

## Systematyka
Gatunek reprezentuje monotypowy rodzaj Cyphostigma Bentham, Hooker's Icon. Pl. 14: 61. Jun 1882. Należy do plemienia Alpinieae w podrodzinie Alpinioideae Link z rodziny imbirowatych (Zingiberaceae) będącej kladem siostrzanym rodziny kostowcowatych Costaceae. Wraz z nią należy do rzędu imbirowców (Zingiberales) reprezentującego jednoliścienne (monocots) w obrębie roślin okrytonasiennych.